# Österreichischer Filmpreis 2012

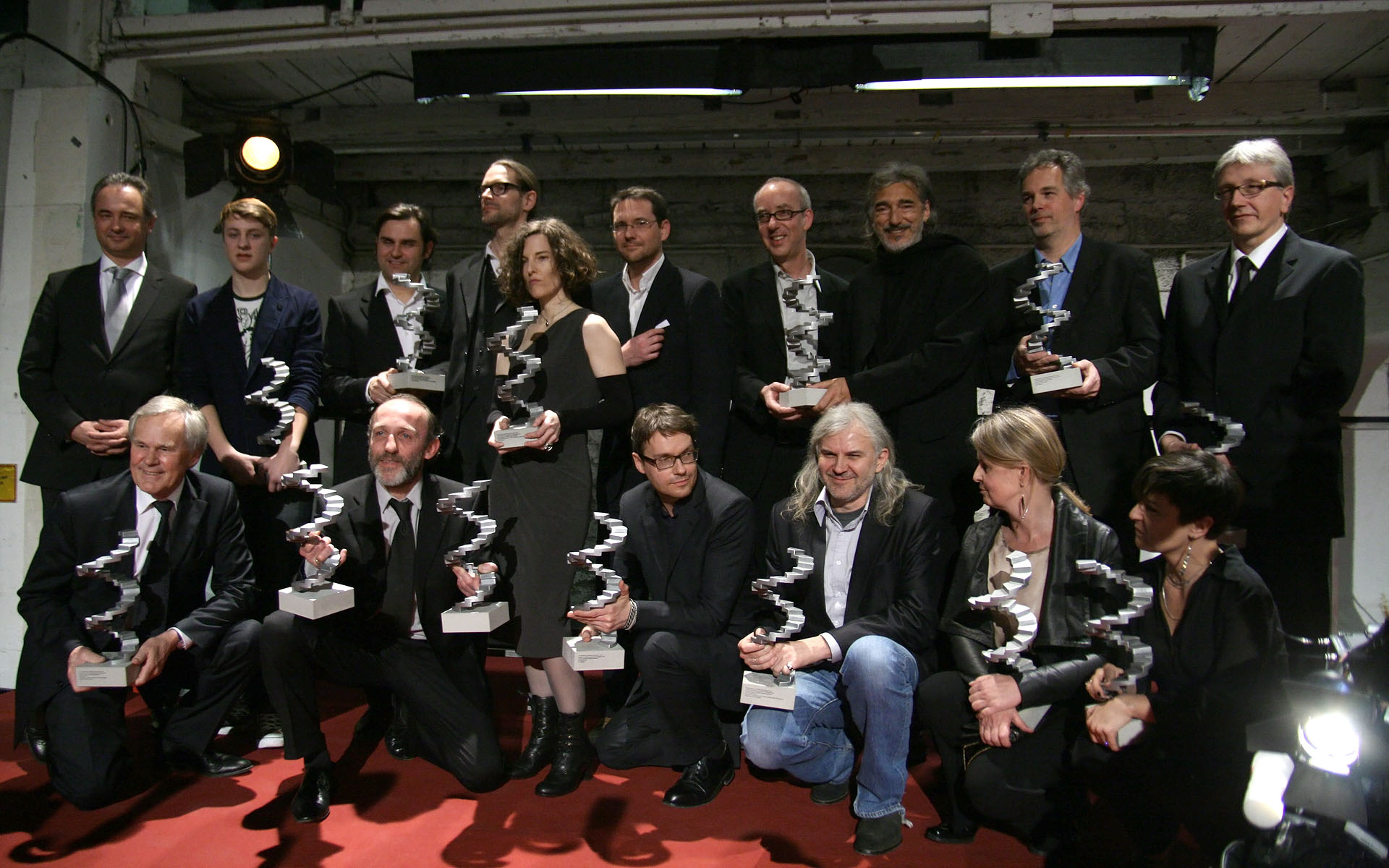
Die Preisträger 2012

Die zweite Verleihung des Österreichischen Filmpreises, einer Auszeichnung der Akademie des Österreichischen Films, fand am 27. Jänner 2012 in Wien statt.

## Veranstaltung

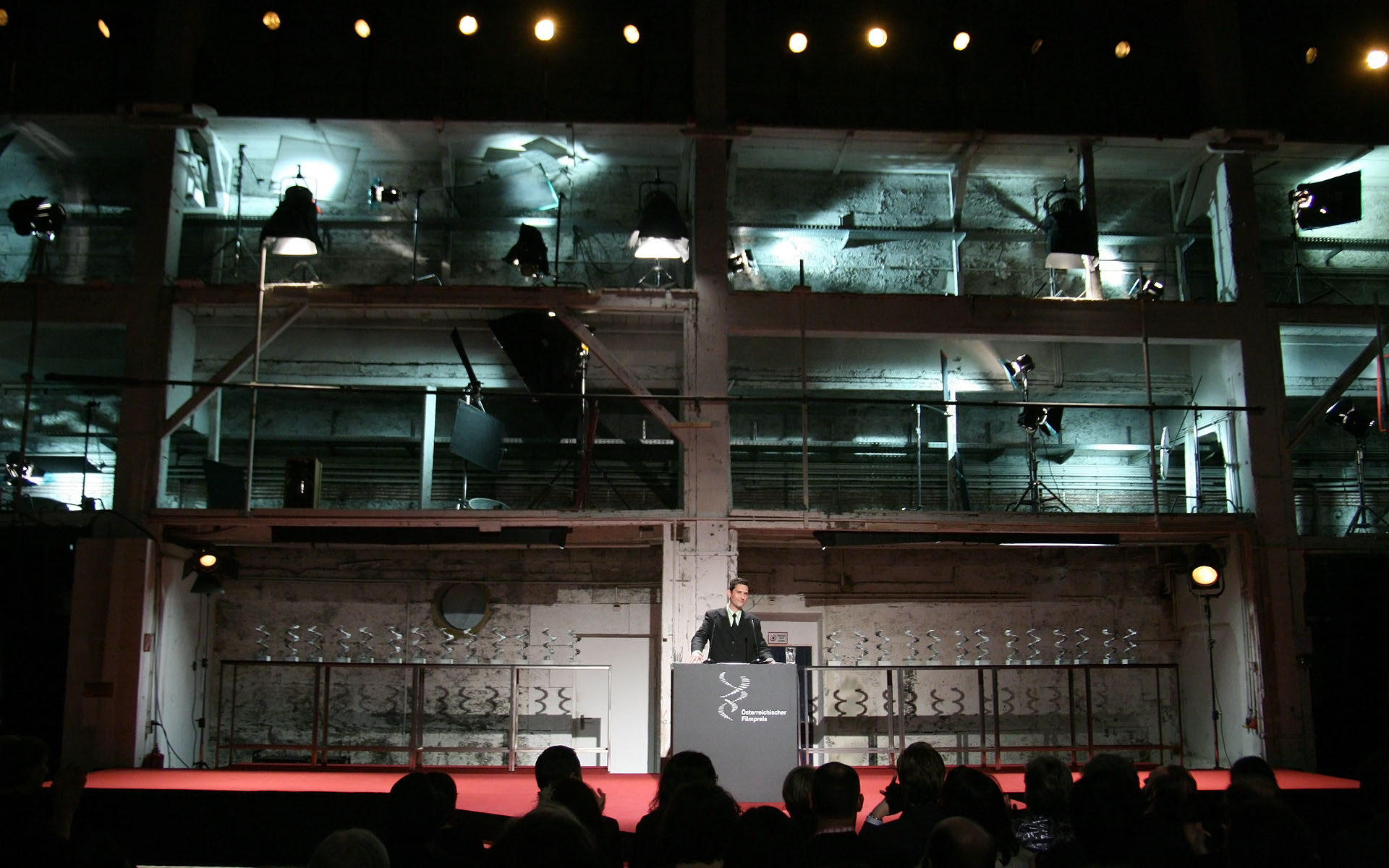
Moderation: Rupert Henning

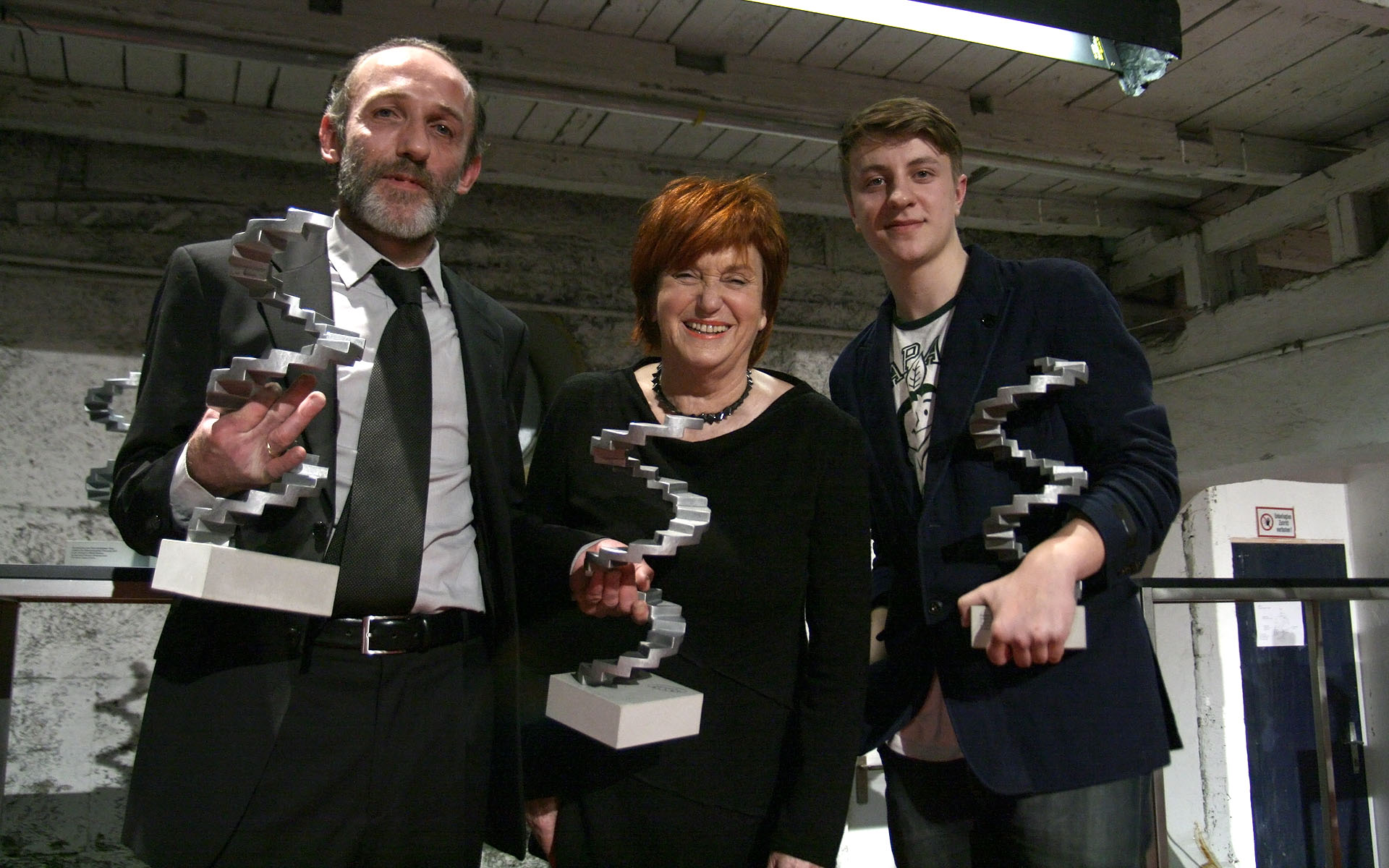
Karl Markovics, Valie Export und Thomas Schubert

Die Verleihung fand in den Rosenhügel-Filmstudios im Wiener Gemeindebezirk Liesing statt und wurde live vom Österreichischen Rundfunk übertragen.
Die Preisträger, auch nachträglich die des Vorjahres, erhielten die von Valie Export in Form einer aufsteigenden stufenförmigen Spirale gestaltete Preistrophäe. In grafischer Form dient diese Skulptur auch als Logo des Filmpreises.
Moderiert wurde die Veranstaltung wie schon 2011 von Rupert Henning. Einleitende Reden hielten Barbara Albert, Karl Markovics und Josef Aichholzer. Die Preise wurden von Barbara Romaner und Andreas Lust überreicht, den Vorjahrespreisträgern in den Kategorien beste weibliche Darstellerin und bester männlicher Darsteller. Die Lichtgestaltung übernahm Martin Gschlacht.

## Einreichungen, Kriterien und Nominierungen
Nominiert werden konnten Filme, die zwischen dem 1. Oktober 2010 und dem 30. November 2011 in österreichischen Kinos zu sehen, wobei auch beteiligte Filmschaffende anwesend waren und zu Publikumsgesprächen zur Verfügung standen.
In den unten angeführten 13 Kategorien wurden danach jeweils drei Nominierte bestimmt. Damit ein Film nominiert werden konnte, mussten zumindest zwei dieser Kriterien zutreffen
- die Originalfassung des Films ist deutschsprachig
- der Regisseur kommt aus Österreich oder wohnt in Österreich
- der Produzent ist Österreicher oder wohnt in Österreich

Die Nominierungen wurden am 19. Dezember 2011 bekanntgegeben.

## Preisträger und Nominierte
(Quelle:)

### Bester Spielfilm
- Atmen – Produzenten: Dieter Pochlatko, Nikolaus Wisiak
  - Inside America – Produzent: Constanze Schumann
  - Michael – Produzenten: Nikolaus Geyrhalter, Markus Glaser, Michael Kitzberger, Wolfgang Widerhofer

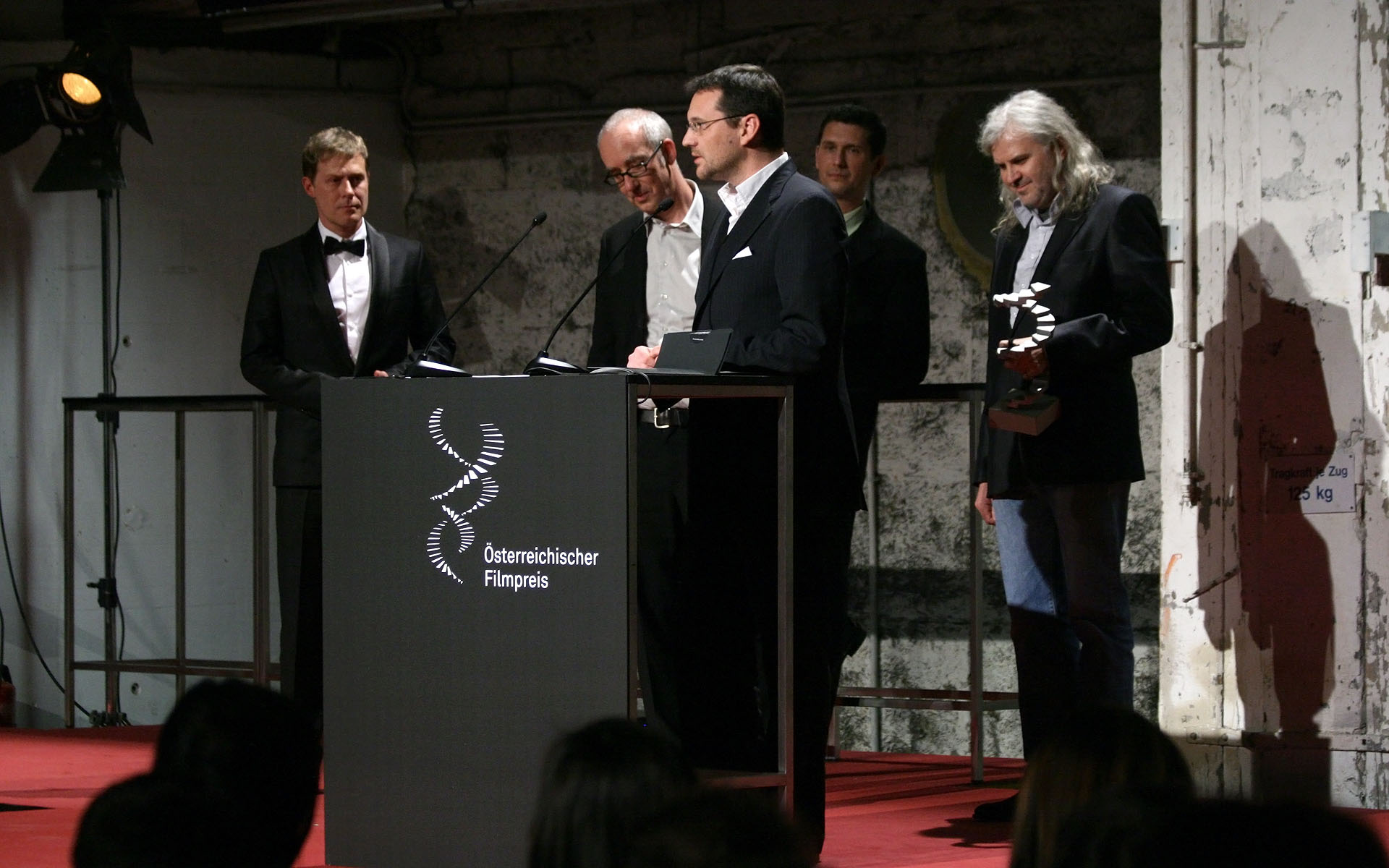
Tommy Pridnig, Peter Wirthensohn, Michael Glawogger

### Bester Dokumentarfilm
- Whores’ Glory – Produzenten: Erich Lackner, Tommy Pridnig, Peter Wirthensohn
  - Abendland – Produzenten: Nikolaus Geyrhalter, Markus Glaser, Michael Kitzberger, Wolfgang Widerhofer
  - American Passages – Produzent: Ruth Beckermann

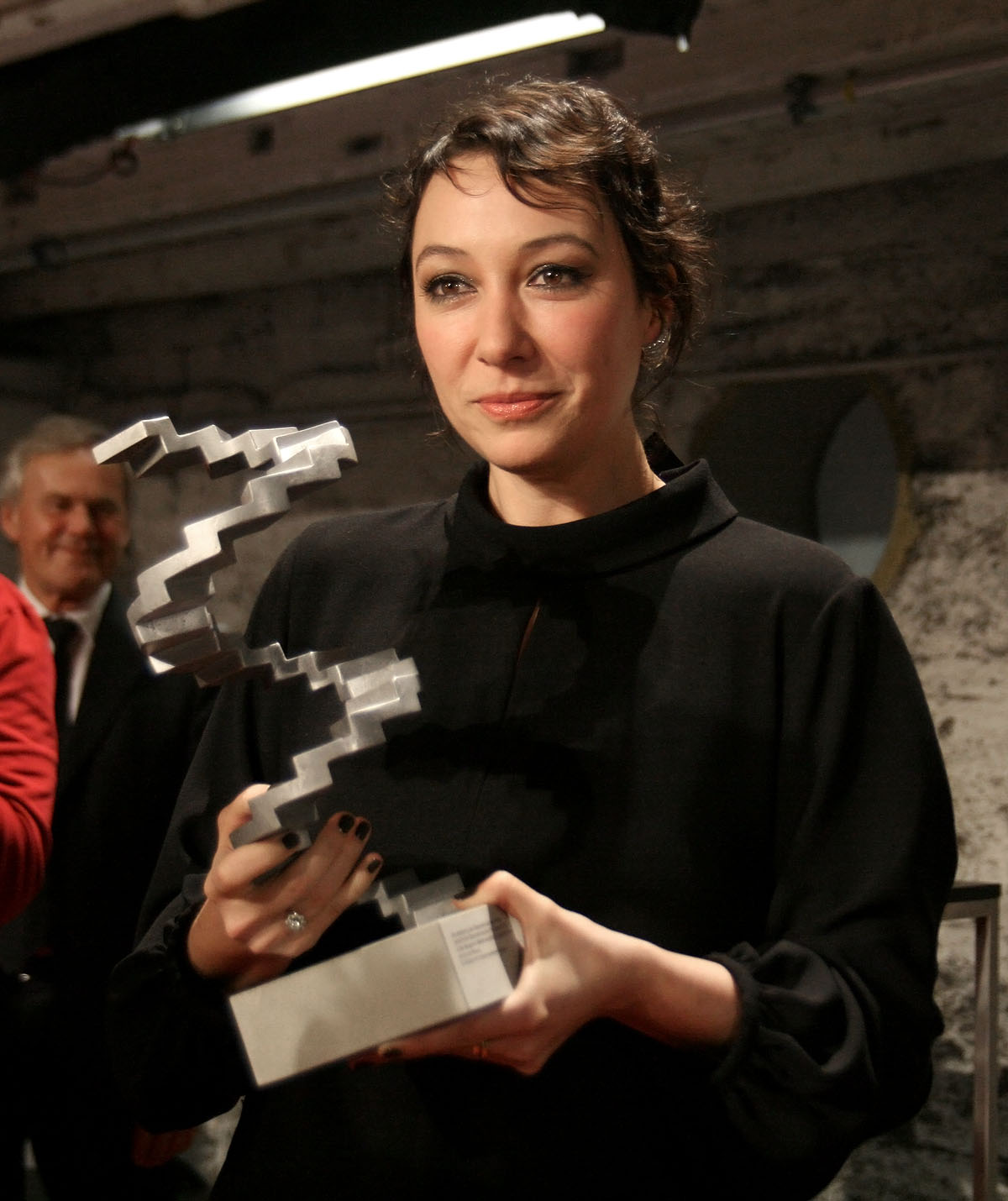
Ursula Strauss

### Beste weibliche Darstellerin
- Ursula Strauss – Vielleicht in einem anderen Leben
  - Claire-Hope Ashitey – Black Brown White
  - Angela Gregovic – Brand – Eine Totengeschichte

### Bester männlicher Darsteller
- Thomas Schubert – Atmen
  - Josef Bierbichler – Brand – Eine Totengeschichte
  - Nicholas Ofczarek – Am Ende des Tages

### Beste Regie
- Karl Markovics – Atmen
  - Markus Schleinzer – Michael
  - Michael Glawogger – Whores’ Glory

### Bestes Drehbuch
- Karl Markovics – Atmen
  - Markus Schleinzer – Michael
  - Marie Kreutzer – Die Vaterlosen

### Beste Kamera

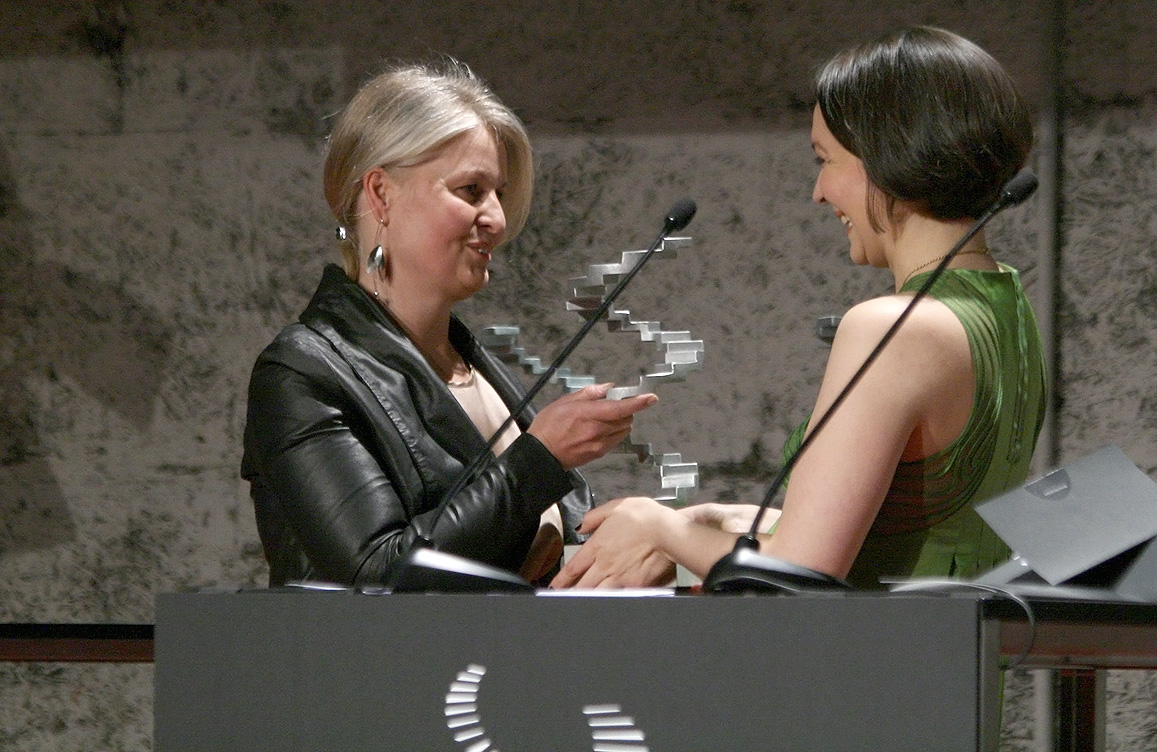
Martina List erhält den Preis von Barbara Romaner

- Wolfgang Thaler – Whores’ Glory
  - Christian Haake – Inside America
  - Gerald Kerkletz – Michael

### Bestes Kostümbild
- Martina List – Mein bester Feind
  - Alfred Mayerhofer – Wie man leben soll
  - Margit Salzinger – Vielleicht in einem anderen Leben

### Beste Maske
- Barbara Fröhlich, Michaela Oppl – Mein bester Feind
  - Monika Fischer-Vorauer, Karoline Strobl, Elisabeth Vollnhofer – Vielleicht in einem anderen Leben
  - Ilse Weisz – Kottan ermittelt: Rien ne va plus

### Beste Musik
- Herbert Tucmandl – Atmen
  - Niño Josele – Black Brown White
  - Matthias Weber – Mein bester Feind

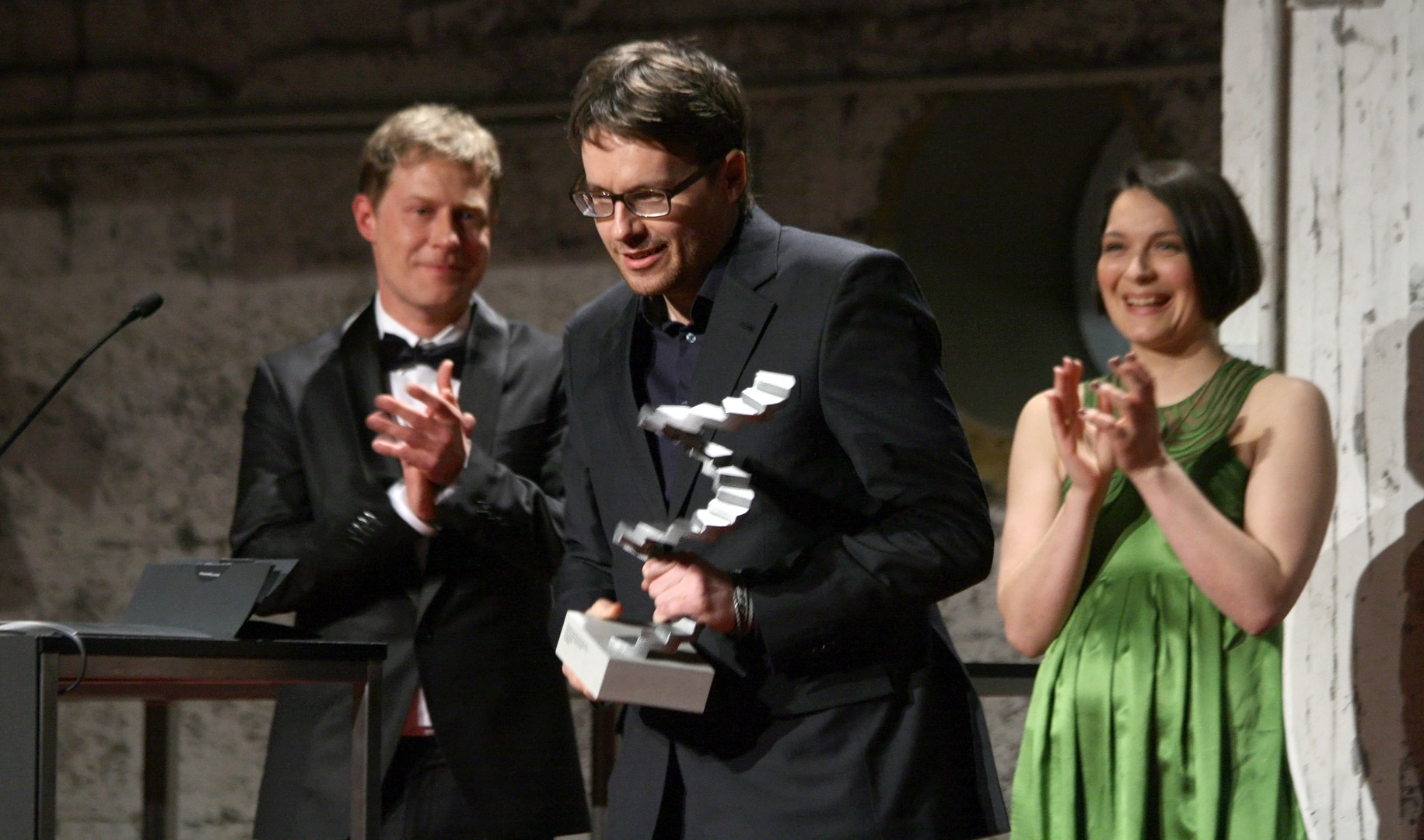
Alarich Lenz

### Bester Schnitt
- Alarich Lenz – Atmen
  - Claudia Linzer – Inside America
  - Monika Willi – Whores’ Glory

### Bestes Szenenbild
- Christoph Kanter – Hexe Lilli – Die Reise nach Mandolan
  - Alexandra Maringer – Vielleicht in einem anderen Leben
  - Isidor Wimmer – Mein bester Feind

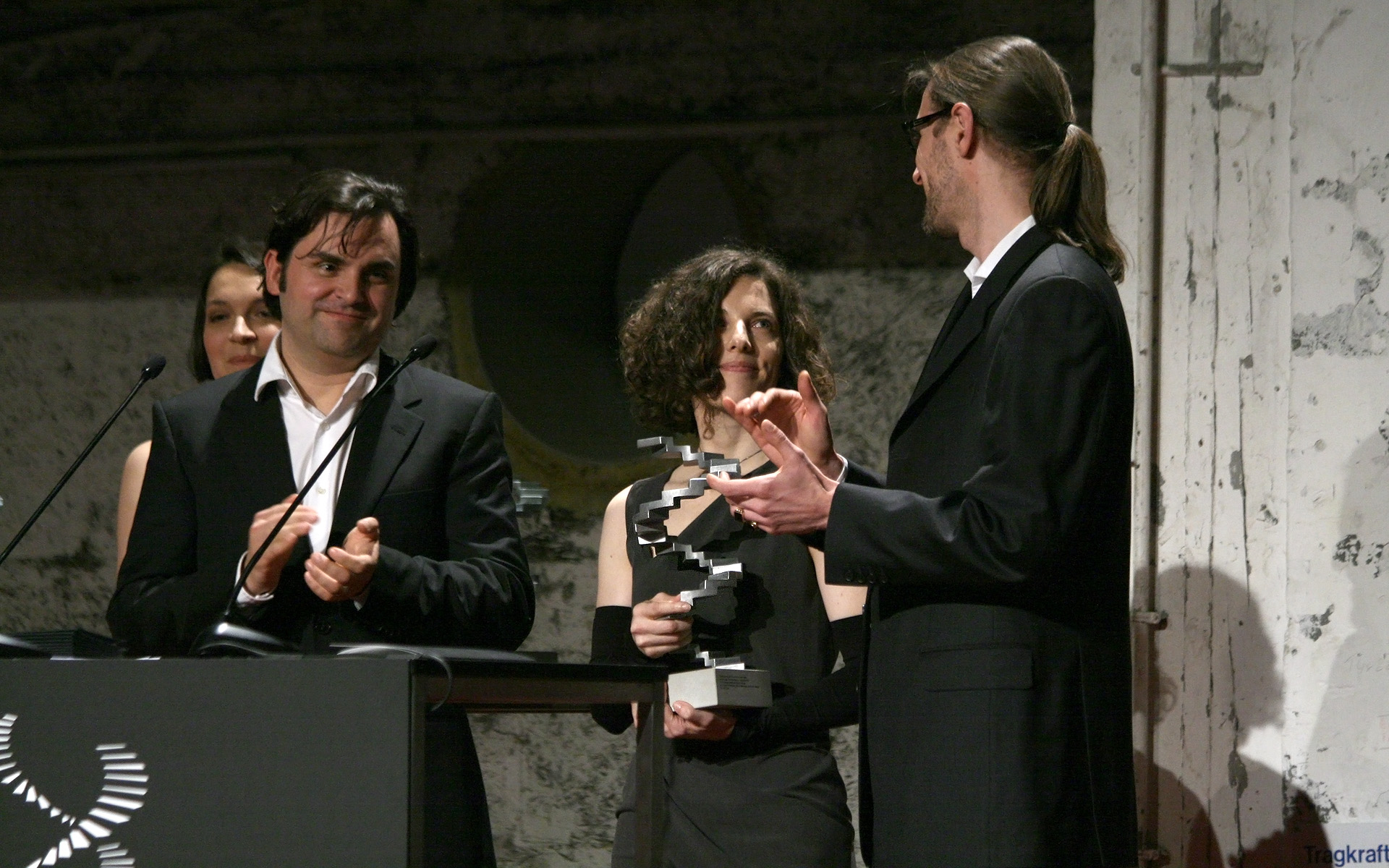
Klaus Kellermann, Veronika Hlawatsch und Bernhard Maisch

### Beste Tongestaltung
- Veronika Hlawatsch, Klaus Kellermann, Bernhard Maisch – Michael
  - William Franck, Johannes Konecny, Ralph Thiekötter – Vielleicht in einem anderen Leben
  - Nils Kirchhoff, Bernhard Maisch, Philipp Mosser, Dietmar Zuson – Black Brown White